# Salvia hayatae
Salvia hayatae là một loài thực vật có hoa trong họ Hoa môi. Loài này được Makino ex Hayata miêu tả khoa học đầu tiên năm 1919.